# Takahashi Shinkichi
Takahashi Shinkichi (高橋新吉), (Ehime,  28 de janeiro de 1901 - 5 de junho de 1987), foi um poeta japonês considerado um dos maiores do século XX. 

## Vida
Nascido em uma aldeia de pescadores, o que explicaria a recorrência de temas do mar em sua poesia, se transfere para Tóquio em busca de uma carreira literária.
Inicialmente assumindo uma estética dadaísta na década de 1920, trabalhou como lavador de pratos, sendo seu primeiro poema dadaísta publicado chamado, justamente, "Prato", onde o ideograma para a palavra "prato" repetido vinte e duas vezes, simulava visualmente uma pilha de pratos, fazendo-nos pensar mais na estética cubista que no dadaísmo. Neste período conheceu e foi uma influência determinante para a obra de Nakahara Chûya, conhecido como o Rimbaud japonês. 
Tendo passagens pela prisão e lutando contra a loucura, vive como monje budista em um dado momento. Sua poesia acaba tornando-se síntese entre o dadaísmo e o zen-budismo.